# Meta'
Meta'  (auch Metta, Bameta, Menemo) ist eine der bantoiden Grasland-Sprachen der Niger-Kongo-Sprachen. 
Sie wird in Kamerun von einer kleinen Minderheit von 87.000 Menschen (0,5 % der Einwohner Kameruns) gesprochen.  
Hauptverbreitungsgebiet ist die gleichnamige Chefferie nahe der Stadt Bamenda in Nordwestkamerun.